# PicMaster
PicMaster ist eine Grafiksoftware, die nach dem Shareware-Prinzip vertrieben wird. Die Software vereint mehrere Anwendungsfelder für den Grafikbereich. So finden sich in PicMaster neben grundlegenden Bildbearbeitungsfunktionen (mit Pinsel malen, rote Augen entfernen, Text einfügen etc.) auch erweiterte Funktionen wie die Darstellung von stereoskopen Bildern, Morphing und eine Webcam-Integration.
Für die Erstellung eines 3D-Bildes lassen sich mit einer Digitalkamera zwei leicht versetzte Fotos schießen, die mit Hilfe der Software und einer Farbbrille so präpariert werden können, dass ein 3D-Eindruck entsteht.
Beim Morphen lassen sich Fotos von Personen in andere Personen verwandeln. Dazu werden die Personen fotografiert und deren Kontur mit Hilfe der Software ausgeschnitten. Anschließend können gemeinsame Stützpunkte auf den markanten Stellen (Augen, Nase, Mund etc.) definiert werden. Sie Software berechnet die Zwischenbilder und erstellt ein Video der Verwandlung.
PicMaster bietet die Möglichkeit, selbständig Bilder von einer Kamera (z. B. Webcam) einzufangen, um sie dann über das Internet zu übertragen (per FTP, oder die Software bietet die Bilder selbst als Webserver an). So lässt sich das System beispielsweise zur Überwachung oder als Alarmanlage verwenden.
Die Software besitzt bereits 300 Grafikfiltereffekte, die in Form von Formeln beschrieben werden. Durch den integrierten Formeleditor und Parser ist es möglich, eigene Bildeffekte schnell zu erstellen. Für weitere Filter lassen sich auch Photoshop-Plug-ins in PicMaster einbinden.
Mit der Mosaikfunktion lässt sich ein Bild aus Einzelbildern erstellen. Aus den Einzelbildern wird jeweils das am besten geeignete Bild herausgesucht, so dass von weitem betrachtet die vielen Einzelbilder ein neues Gesamtbild ergeben. Mit der Posterdruckfunktion kann das große Gesamtbild über mehrere Seiten ausgedruckt werden.
Für das Scannen von Bildern bietet das Programm mehrere Hilfsfunktionen an. So lassen sich beispielsweise mehrere Fotos auf einen Scanner legen und mit einem Knopfdruck automatisch
- in Einzelbilder trennen
- gerade richten
- den Hintergrundrand entfernen
- abspeichern ohne Dialog (Scannen und Speichern)
- fotokopieren (Scannen und Drucken)

Zudem können die einzelnen Arbeitsschritte als Makro aufgenommen und wieder abgespielt werden. Dazu lassen sich die Aktionen in einer Textdatei abspeichern und zu einem späteren Zeitpunkt in Stapelverarbeitung auf mehrere Bilder anwenden.
Weitere Funktionen sind:
- Erstellen von Diashows mit Übergangseffekten und Tonkommentaren (als lauffähige CD, Bildschirmschoner, Webseite, Hintergrundwechsler)
- Bildbetrachter
- Erstellen von Fotoalben
- Erstellen von Screenshots
- Videofilter